# Mu'adh ibn Jabal
Muʿādh ibn Jabal (in arabo ﻣﻌﺎﺫ ﺑﻦ ﺟﺒﻞ‎?; Medina, 602 – al-Ghawr, 640) è stato un Sahaba. La sua kunya era Abū ʿAbd al-Raḥmān.

## Gioventù
Muʿādh era ancora un giovane componente della sua tribù dei Banu Khazraj quando Maometto iniziò la sua predicazione dell'Islam a Mecca. Persona dotata i pronta intelligenza e di capacità oratoria (dote questa molto apprezzata tra gli Arabi dei suoi tempi), egli era anche persona dotata di evidente fascino fisico.

Era diventato un adulto quando Maometto giunse a Medina con la settantina circa di suoi seguaci, per lo più meccani, con l'Egira effettuata nel luglio del 622. Convertito fin dai primi momenti della missione svolta nella sua città da Muṣʿab b. ʿUmayr, Muʿādh non tardò a offrire i suoi servigi di persona in grado di leggere e di scrivere al Profeta, per aiutarlo a registrare per iscritto la Rivelazione, diventando per ammissione dello stesso Profeta un esperto di ciò che nel Corano era qualificato come lecito (ḥalāl) e vietato (ḥarām).
Fu tra i sei musulmani definiti Kuttāb al-Waḥy ("Scribi della Rivelazione"). Gli altri cinque erano:
1. ʿAlī b. Abī Ṭālib
2. Abū Dardāʾ
3. ʿUbayda b. al-Ṣāmiṭ
4. Abū Ayyūb al-Anṣārī
5. Ubayy b. Kaʿb

Maometto ne apprezzava grandemente le doti di ragionevolezza, ed è noto tra i tradizionisti islamici quanto gli disse prima di inviarlo a predicare in Yemen. In quell'occasione gli chiese:
(D. Santillana, Istituzioni di diritto malikita, con riferimento anche al sistema sciafiita, Roma, Istituto per l'Oriente, 1938, vol. I, p. 32.)
ḥadīth che, incidentalmente, dimostra come lo stesso Profeta riconoscesse l'occasionale incomprensibilità del testo sacro islamico e la incompletezza della sua propria Sunna, smentendo quanti sostengono che la Rivelazione coranica sia sempre evidente nei suoi contenuti e onnicomprensiva l'esperienza di vita di Maometto, inducendoli a far rientrare qualsivoglia nuova fattispecie nella casistica presente nel Corano e nella sia pur dilatata Sunna del Profeta, pur di scansare la possibile accusa di "dannosa innovazione" (bidʿa).

## Morte di Muʿādh
Muʿādh morì a 38 anni nel corso della campagna militare voluta dal secondo Califfo, ʿUmar b. al-Khaṭṭāb, e che portò alla conquista della Mesopotamia lakhmide, della Persia occidentale sasanide e della Siria-Palestina e dell'Egitto bizantini.

Causa del suo decesso fu l'epidemia di peste esplosa ad ʿAmwās (Emmaus) nel 640, nel corso della quale si stima che i morti furono circa 25.000. Come lui morirono poco dopo anche la moglie e il figlio ʿAbd al-Raḥmān, che gli aveva dato modo di fregiarsi della sua kunya.

La sua pretesa tomba viene mostrata nella località palestinese di al-Ghawr (attuale Stato d'Israele).